# Rajd Francji 1980
Rajd Korsyki 1980 - Rajd Francji (24. Tour de Corse - Rallye de France) – 24 Rajd Korsyki rozgrywany we Francji w dniach 24-25 października. Była to dziesiąta runda Rajdowych Mistrzostw Świata w roku 1980. Rajd został rozegrany na asfalcie. Baza imprezy była zlokalizowana we Francji na Korsyce w miejscowości Ajaccio. 

## Zwycięzcy odcinków specjalnych[1]
| Etap | Data            | OS | Godzina | Nazwa                           | Długość   | Zwycięzca        | Czas    | Śred. pręd | Lider rajdu         |
| ---- | --------------- | -- | ------- | ------------------------------- | --------- | ---------------- | ------- | ---------- | ------------------- |
| 1    | 24 października | 1  | b.d.    | Verghia - Coti Chiavari         | 9,90 km   | Jean Ragnotti    | 7:46    | 76,48 km/h | Jean Ragnotti       |
| 1    | 24 października | 2  | b.d.    | Acqua d'Oria - Bicchisano       | 69,10 km  | Jean Ragnotti    | 50:35   | 81,96 km/h | Jean Ragnotti       |
| 1    | 24 października | 3  | b.d.    | Arghia - Forciolo               | 13,70 km  | Bernard Darniche | 11:06   | 74,05 km/h | Jean Ragnotti       |
| 1    | 24 października | 4  | b.d.    | Maison Colonna                  | 39,50 km  | Jean Ragnotti    | 30:29   | 77,75 km/h | Jean Ragnotti       |
| 1    | 24 października | 5  | b.d.    | Liamone - Suaricchio            | 83,70 km  | Bernard Darniche | 1:07:11 | 74,75 km/h | Jean-Claude Andruet |
| 1    | 24 października | 6  | b.d.    | Santa Maria - Abbazia           | 114,20 km | Jean Ragnotti    | 1:25:17 | 80,34 km/h | Jean-Claude Andruet |
| 1    | 24 października | 7  | b.d.    | Kamiesh - Zonza 1               | 38,30 km  | Jean Ragnotti    | 27:06   | 84,80 km/h | Jean-Claude Andruet |
| 1    | 24 października | 8  | b.d.    | Aullène                         | 81,80 km  | Jean Ragnotti    | 59:53   | 81,96 km/h | Jean Ragnotti       |
| 1    | 24 października | 9  | b.d.    | Muracciole - Pont Saint Laurent | 84,20 km  | Jean-Luc Thérier | 1:00:04 | 84,11 km/h | Jean Ragnotti       |
| 1    | 24 października | 10 | b.d.    | Ponte Rosso - Borgo             | 42,60 km  | Jean-Luc Thérier | 33:45   | 75,73 km/h | Jean Ragnotti       |
|      |                 |    |         |                                 |           |                  |         |            | Jean Ragnotti       |
| 2    | 25 października | 11 | b.d.    | Barchetta - Ponte Nuovo         | 80,10 km  | Jean Ragnotti    | 1:06:55 | 71,82 km/h | Jean Ragnotti       |
| 2    | 25 października | 12 | b.d.    | Moltifao - Montegrosso          | 78,80 km  | Jean Ragnotti    | 56:05   | 84,30 km/h | Jean Ragnotti       |
| 2    | 25 października | 13 | b.d.    | Calvi - Marignana               | 95,30 km  | Jean Ragnotti    | 1:13:52 | 77,41 km/h | Jean Ragnotti       |
| 2    | 25 października | 14 | b.d.    | Saint Roch - Suariccio          | 78,40 km  | Bruno Saby       | 1:08:05 | 69,09 km/h | Jean-Luc Thérier    |
| 2    | 25 października | 15 | b.d.    | Palneca - Ghisoni               | 34,90 km  | Walter Röhrl     | 32:19   | 64,80 km/h | Jean-Luc Thérier    |
| 2    | 25 października | 16 | b.d.    | Kamiesh - Zonza 2               | 38,30 km  | Walter Röhrl     | 31:53   | 72,08 km/h | Jean-Luc Thérier    |
| 2    | 25 października | 17 | b.d.    | Quenza - Santa Giulia           | 86,50 km  | Alain Coppier    | 1:04:27 | 80,53 km/h | Jean-Luc Thérier    |
| 2    | 25 października | 18 | b.d.    | Calvese - Agosta                | 58,80 km  | Alain Coppier    | 45:11   | 78,08 km/h | Jean-Luc Thérier    |

| Zwycięzcy OS-ów  | Zwycięzcy OS-ów |
| Kierowca         | Ilość           |
| ---------------- | --------------- |
| Jean Ragnotti    | 9               |
| Alain Coppier    | 2               |
| Bernard Darniche | 2               |
| Walter Röhrl     | 2               |
| Jean-Luc Thérier | 2               |
| Bruno Saby       | 1               |

## Wyniki końcowe rajdu[2]
| Msc. | Kierowca            | Pilot                 | Samochód         | Czas     | Strata   | Grupa |
| ---- | ------------------- | --------------------- | ---------------- | -------- | -------- | ----- |
| 1    | Jean-Luc Thérier    | Michel Vial           | Porsche 911 SC   | 14:51.43 | 0.0      | 4     |
| 2.   | Walter Röhrl        | Christian Geistdörfer | Fiat 131 Abarth  | 15:02.06 | +11.23   | 4     |
| 3.   | Alain Coppier       | Josépha Laloz         | Porsche 911 SC   | 15:17.21 | +25.38   | 4     |
| 4.   | Bruno Saby          | 'Tilber'              | Renault 5 Turbo  | 15:21.25 | +29.42   | 4     |
| 5.   | Michèle Mouton      | Annie Arrii           | Fiat 131 Abarth  | 15:23.57 | +32.14   | 4     |
| 6.   | Andy Dawson         | Kevin Gormley         | Datsun 160J      | 15:54.57 | +1:03.14 | 2     |
| 7.   | Christian Gardavot  | Christian Audibert    | Porsche 911 SC   | 16:26.37 | +1:34.54 | 3     |
| 8.   | Paul Rouby          | Alain Garçon          | Renault 5 Alpine | 16:33.02 | +1:41.19 | 2     |
| 9.   | Jean-Félix Farrucci | Albert Gori           | Opel Kadett GT/E | 16:43.11 | +1:51.28 | 1     |
| 10.  | Jean Bagarry        | Alain Bonne           | Porsche 911      | 16:49.31 | +1:57.48 | 3     |

## Klasyfikacja po 10 rundach

### Kierowcy
| Msc. | Kierowca      | Pkt. |
| ---- | ------------- | ---- |
| 1    | Walter Röhrl  | 118  |
| 2    | Ari Vatanen   | 50   |
| 3    | Hannu Mikkola | 49   |
| 4    | Markku Alén   | 47   |
| 5    | Timo Salonen  | 45   |

### Producenci
| Msc. | Producent     | Pkt. |
| ---- | ------------- | ---- |
| 1    | Fiat          | 120  |
| 2    | Datsun        | 80   |
| 3    | Ford          | 73   |
| 4    | Mercedes-Benz | 61   |
| 5    | Opel          | 58   |